# Frank Calder
Temple de la renommée : 1947
Frank Sellick Calder (né le 17 novembre 1877 à Bristol en Angleterre — mort le 4 février 1943 à Montréal, dans la province de Québec, au Canada) est le premier Président de la LNH et occupe le poste entre 1917 et 1943. Il est remplacé à sa mort par Red Dutton.
Le Trophée Calder, remis à la meilleure recrue de la saison régulière, a été nommé en son honneur.

## Biographie
Frank Calder naît le 17 novembre 1877 à Bristol en Angleterre de parents écossais ; il rejoint le Canada pour enseigner dans une école privée de Montréal au Québec. Après quelques années seulement, il devient journaliste sportif d’abord pour le Montreal Witness et ensuite pour le Montreal Herald. Calder, un grand passionné du sport, devient l’un des fondateurs de l’école du rugby à XIII de Montréal et est secrétaire de la Ligue de Football du district de Montréal. George Kendall, alors propriétaire des Canadiens de Montréal, est impressionné par Calder et l’aide à avoir le poste de secrétaire de l’Association nationale de hockey (ANH).
Lorsque l’ANH est dissoute et que la Ligue nationale de hockey est fondée en 1917, Calder est choisi pour en devenir le premier président ; il reçoit alors un salaire de 800 dollars. Calder permet à la LNH de survivre aux différentes épreuves du temps dont entre autres les deux guerres mondiales et la crise économique des années 1930. Le 25 janvier 1943, alors qu'il préside une réunion avec les dirigeants de la LNH, il connaît une première attaque cardiaque, puis une seconde à l'hôpital. Une nouvelle attaque cardiaque l'emporte le 4 février ; il est remplacé dans ses fonctions par Meryl « Red » Dutton. Le trophée qu’il avait lui-même fondé est alors rebaptisé le Calder Memorial Trophy et récompense chaque fin de saison le meilleur joueur recrue de la LNH.
Il meurt le 4 février 1943 et est enterré au cimetière Mont-Royal à Montréal. Il est admis au Temple de la renommée en tant que bâtisseur en 1947.